# Corzu, Mehedinți
Corzu este un sat în comuna Bâcleș din județul Mehedinți, Oltenia, România.